# 1481
1481 (MCDLXXXI) var ett normalår som började en måndag i den julianska kalendern.

## Händelser

### Maj
- 21 maj – Vid Kristian I:s död efterträds han direkt av sin son Hans som kung av Danmark. [1] Det dröjer dock till 1483, innan Hans även tillträder som kung av Norge.

### Okänt datum
- Vid Erik Axelssons död ser hans bröder till att lägga beslag på arvet efter honom.
- Ludovico il Moro börjar regera Milano.

## Födda
- 1 juli – Kristian II, kung av Danmark och Norge 1513–1523 samt av Sverige 1520–1521.
- Imperia La Divina, romersk kurtisan.

## Avlidna
- Februari eller mars – Erik Axelsson (Tott), svenskt riksråd, riksföreståndare 1457 och 1466–1467.
- 21 maj – Kristian I, kung av Danmark sedan 1448, av Norge sedan 1450 och av Sverige 1457–1464.
- Barbara av Brandenburg, italiensk regent.

### Fotnoter
1. ↑  World Statesmen (läst 6 april 2011)